# Drytown
Drytown es un lugar designado por el censo ubicado en el condado de Amador en el estado estadounidense de California. En el año 2010 tenía una población de 167 habitantes.

## Geografía
Drytown se encuentra ubicado en las coordenadas 38°26′24″N 120°51′17″O / 38.44000, -120.85472.